# 史氏紅諧魚
史氏紅諧魚（学名：Erythrocles schlegelii），又名紅鰱魚、紅肉欉仔、紅嘴唇仔、紅唇仔、紅魚仔，为谐鱼科谐鱼属的鱼类。分布于朝鲜、日本南部以及南非以及中国东海等海域。该物种的模式产地在日本海。